# Campeonato mundial de Magic: el encuentro
El Campeonato Mundial de Magic: el encuentro (en inglés: Magic: The Gathering World Championships) es la culminación del año competitivo en la liga profesional del juego de cartas coleccionable Magic. Jugadores de más de 50 países se reúnen en una ciudad durante aproximadamente 4 días en lo que es la cumbre de la competencia internacional, con el objeto de obtener el preciado título de Campeón Mundial. Aunque desde el año 2021 se juega a través de la plataforma Magic The Gathering Arena.

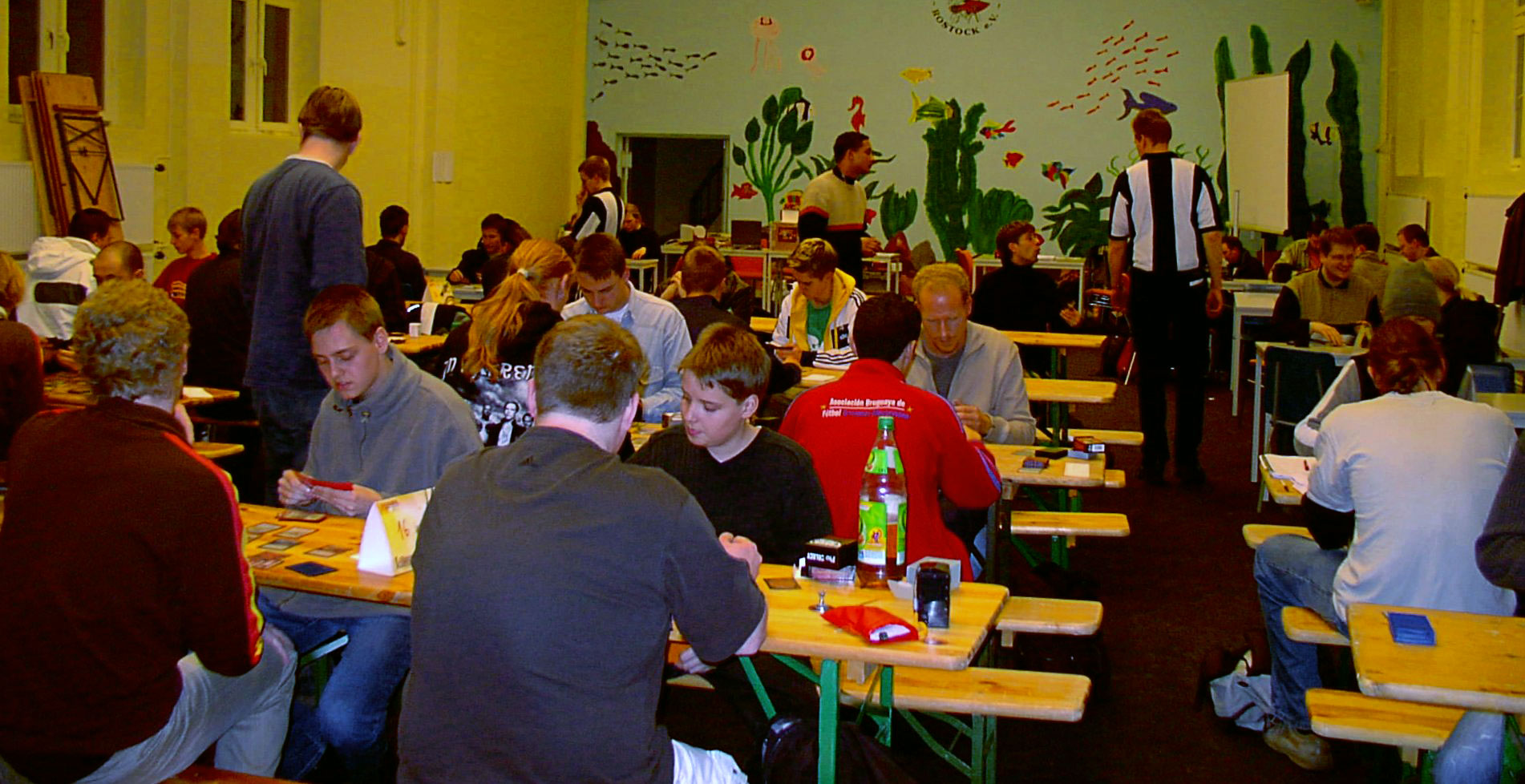
Un torneo de Magic jugándose en Rostock, Alemania

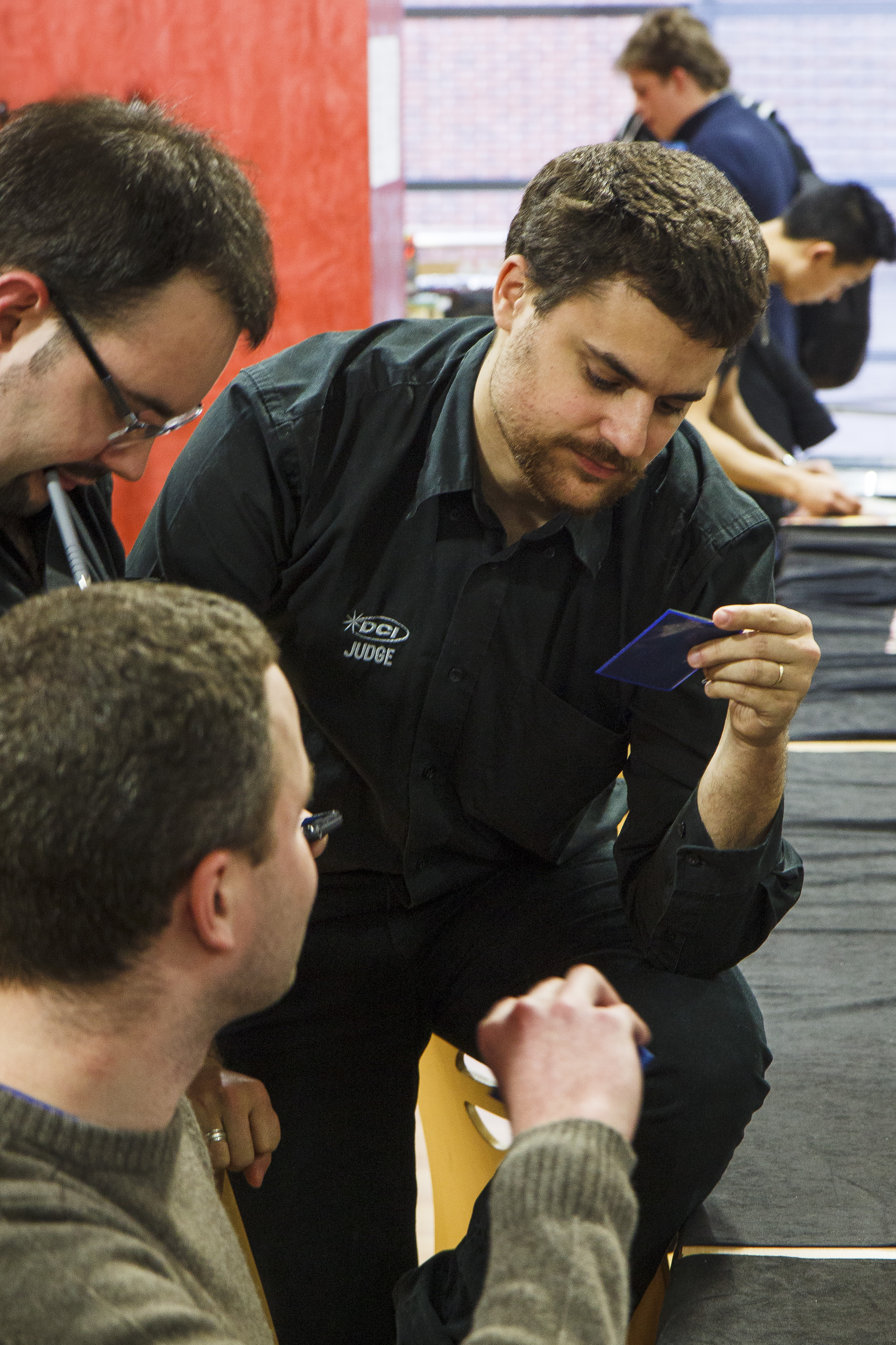
En el juego profesional se usan jueces que figuran como árbitros para que el juego se respete legalmente y dirimir interpretaciones

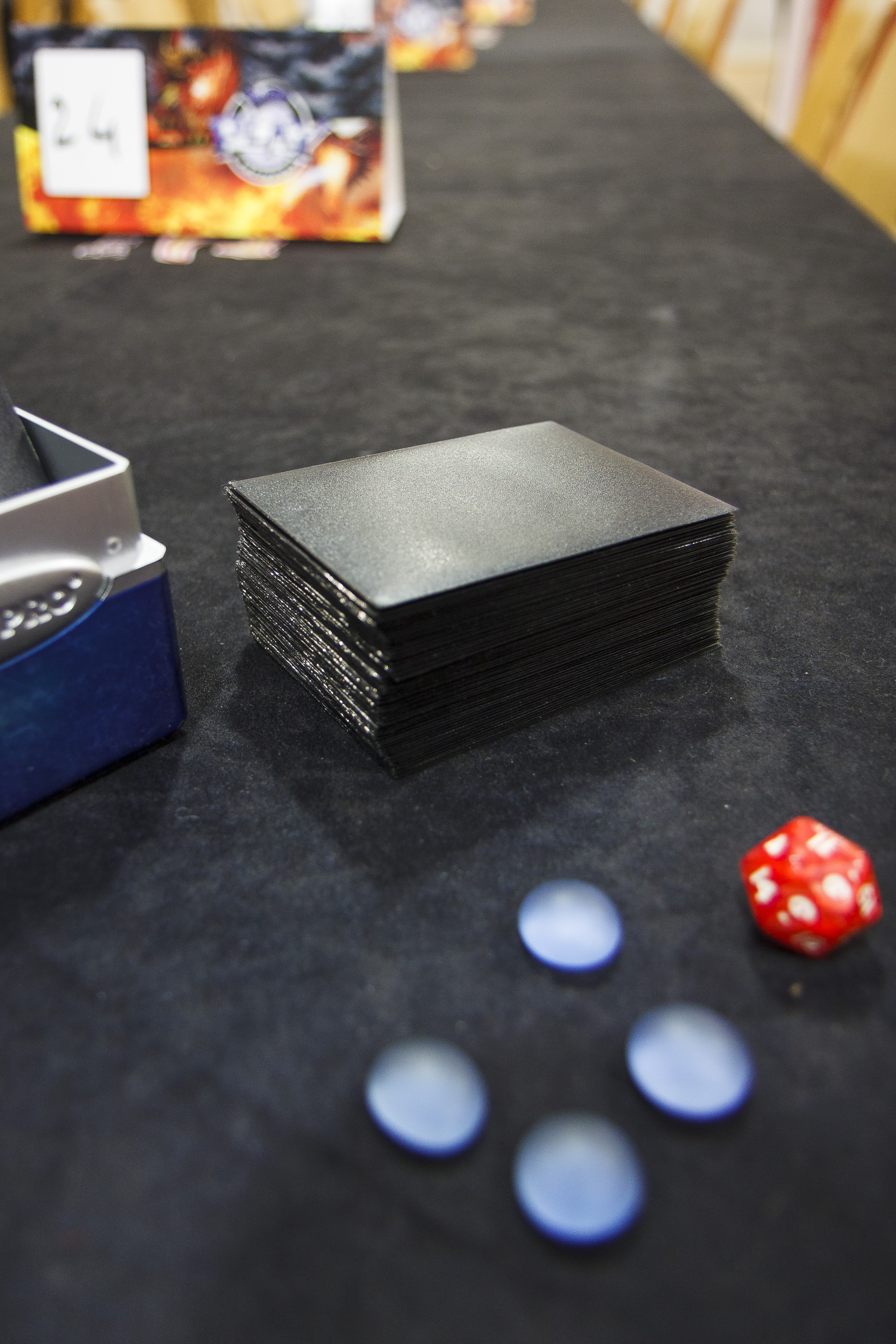
Un mazo de cartas en juego

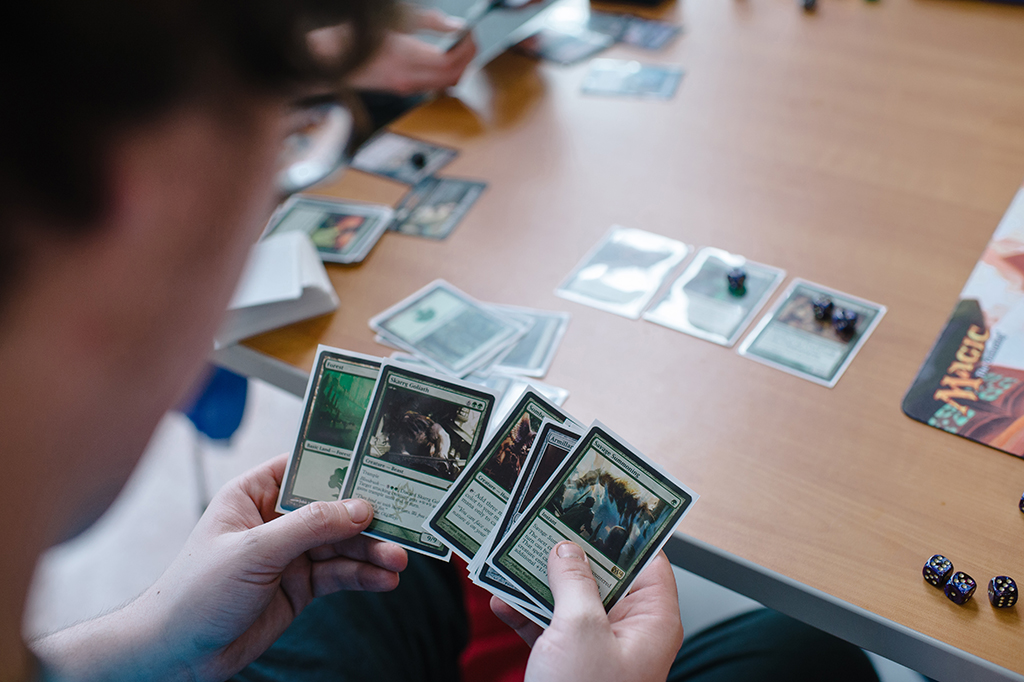
Considerado por muchos el mejor juego de cartas de la historia, la intención de hacer un evento competitivo hizo que este juego tuviese un alcance mundial.

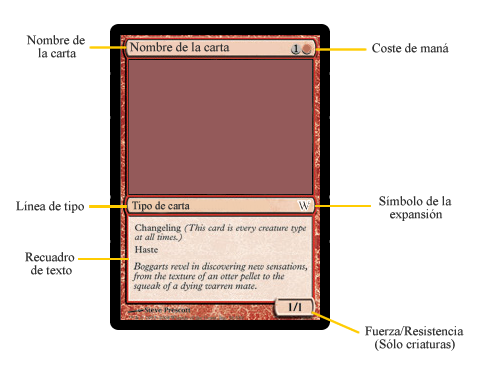
Modelo (sin arte ilustrado) de una carta de Magic The Gathering y sus diferentes partes. Las cartas están hechas en un cartón especial para prevenir la piratería.

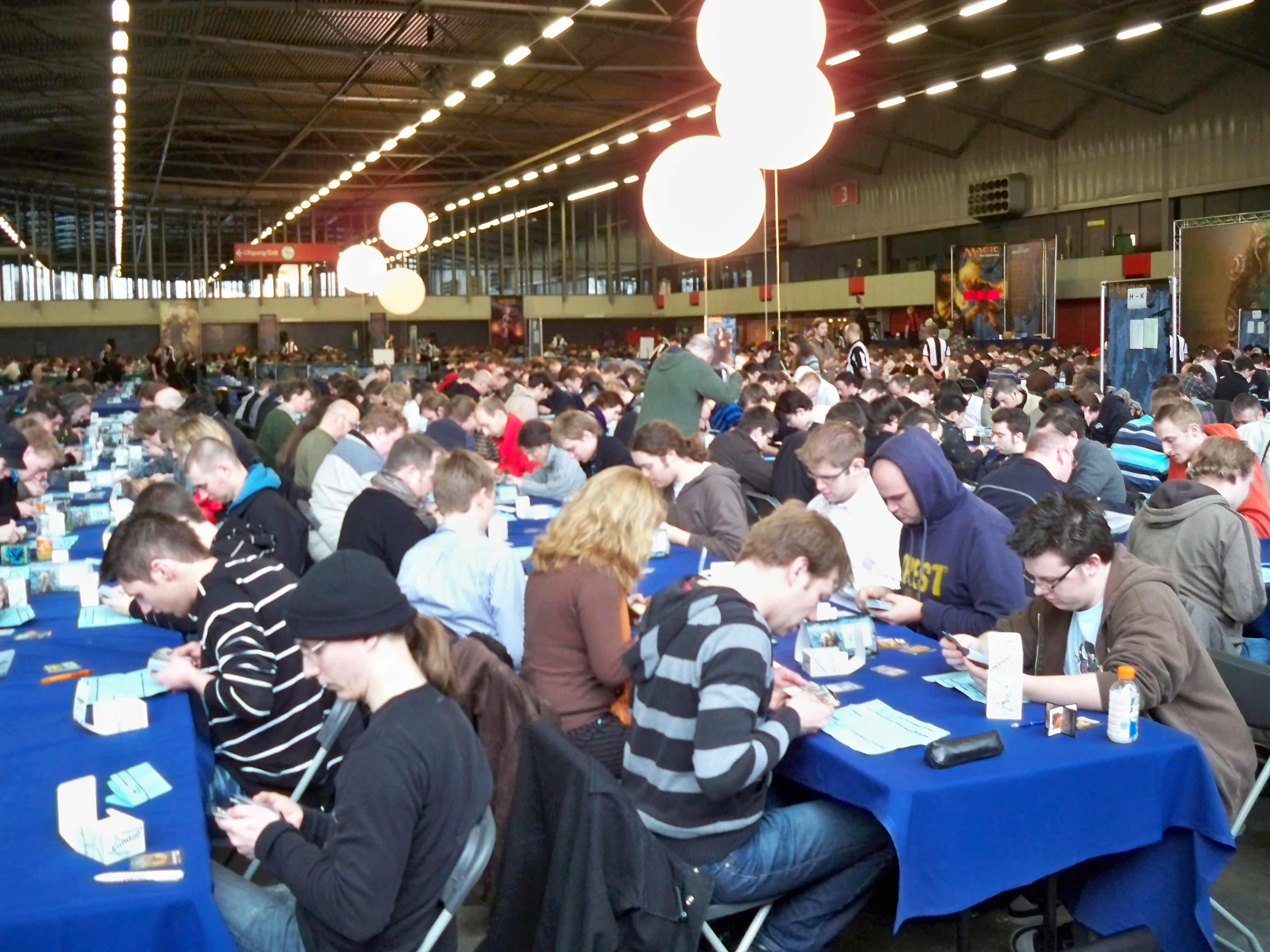
Jugadores en el Grand Prix Rotterdam 2009, parte de los torneos en Europa que estaban dirigidos finalmente a elegir los candidatos de esta región para el posterior campeonato mundial.

Este campeonato ha sido celebrado anualmente desde 1994. Originalmente estaba abierto a cualquier competidor, pero desde la introducción de los Pro Tour se ha transformado en un evento únicamente "por invitación", esto es, solo pueden participar aquellos jugadores que hayan sido previamente invitados. Los invitados son:
- El actual Campeón Mundial y;
- los finalistas (2.º al 8.º lugar) del Campeonato Mundial anterior.
- El actual Pro Player of the Year.
- En los países que celebran un Campeonato Nacional "por invitación", los tres miembros de ese equipo nacional y el que ese equipo designe como alternativa.
- En los países que celebran un Campeonato Nacional "abierto", el ganador de ese Campeonato Nacional.
- Todos los jugadores que pertenezcan al Pro Tour Players Club nivel 3 o mayor. (Esto incluye a todos los miembros del Hall of Fame.)
- Los mejores 50 jugadores del ranking Compuesto, de la región Asia-Pacífico
- Los mejores 50 jugadores del ranking Compuesto, de Europa.
- Los mejores 50 jugadores del ranking Compuesto, de Latinoamérica.
- Los mejores 50 jugadores del ranking Compuesto, de América del Norte.

Durante los últimos años, la locación del torneo se ha alternado entre Estados Unidos, Asia-Pacífico y Europa, para pasar finalmente a ser online.

## Campeonatos Mundiales

### Campeonato de 1994
El primer Campeonato Mundial de Magic. Del 19 al 21 de agosto de 1994, en se celebró en la Gen Con en Milwaukee, EE. UU. El formato del torneo fue de eliminación simple.
Es el único torneo mundial que se celebró en formato Vintage, aunque no se conocía como tal en ese momento porque había solo un formato sancionado. El Mundial de 1994 es también el único Mundial que no fue un torneo solo por invitación. En cambio, todos podían registrarse, pero el torneo tenía un límite de 512 participantes. Después de dos días de juego de eliminación simple, los cuatro jugadores finales incluían a Bertrand Lestrée, que derrotó a Cyrille DeFoucaud 2-0 en su semifinal, ya Zak Dolan, que derrotó a Dominic Symens 2-0 en la otra semifinal. En la final, Zak Dolan derrotó a Lestrée 2-1. 
Hubo cuatro torneos clasificatorios de 128 personas cada uno (un total de 512 espacios), con las 16 mejores personas avanzando al Campeonato Mundial, para la ronda de 64. El premio final era una camiseta, una dotación de un año de limpiador Turtle Wax, una baraja de póquer sin abrir con el dorso de M:TG (muy raro en ese momento), un trofeo y un montón de sobres de expansiones agotadas. 
El ganador fue: Zak Dolan.

#### clasificación final
- Zak Dolan - Campeón.
- Bertrand Lestrée
- Dominic Symens
- Cyrille de Foucaud[2]

### Campeonato de 1995
El segundo Campeonato del Mundo de Magic se celebró del 4 al 6 de agosto en el Red Lion Inn de Seattle, EE. UU. Participaron 71 jugadores de 19 países. El torneo contó con cinco rondas de Sealed Deck en el primer día y cinco rondas de Estándar , entonces conocido como Tipo II, en el segundo día. En cada ronda se jugaron tres juegos y se otorgaron tres puntos por cada juego individual ganado en lugar de los partidos completados como hoy. Después de 30 juegos, cinco jugadores estaban empatados con 19 victorias. Blumke y Redi avanzaron a los ocho primeros después de un desempate. Los 8 primeros del domingo se jugaron con los mazos Estándar del día anterior. En la final, Alexander Blumke derrotó a Marc Hernandez por 3-2.

#### Clasificación final
- Alexander Blumke - Campeón.
- Marc Hernández
- Mark Justice
- Henry Stern
- Iván Curina
- Andrea Redi
- Henri Schildt
- Mu-Luen Wang

#### Campeón de equipo
- Estados Unidos: Mark Justice , Henry Stern, Peter Leiher, Michael Long
- Finlandia : Rosendahl, Henri Schildt, Kimmo Hovi, Punakallio
- Australia: Glenn Shanley, Christopher Hudson, Russell, Liew
- Francia - Marc Hernandez, Moulin, Woirgard, Lebas

### Campeonato de 1996
El tercer Campeonato del Mundo de Magic se llevó a cabo en la sede de Wizards en Seattle, EE. UU. Fue el primer Mundial también en ser un Pro Tour. 125 jugadores compitieron en el evento. El torneo contó con seis rondas cada una de Booster Draft, Estándar (Tipo II) y Legado (Tipo 1.5). Por cada partido se otorgaron dos puntos al ganador. En caso de empate, ambos jugadores recibieron un punto. Por primera vez, el Campeonato del Mundo también incluyó una parte oficial del equipo.
La victoria de Tom fue conmemorada con una tarjeta única, nombrada Campeón del Mundo de 1996.

#### Clasificación final
- Tom Chanpheng
- Mark Justice
- Henry Stern
- Olle Råde
- Matt Place
- Scott Johns
- Eric Tam
- Tommi Hovi

#### Final por equipos
- Estados Unidos: Dennis Bentley, George Baxter, Mike Long , Matt Place
- República Checa - David Korejtko, Jakub Slemr, Ondrej Baudys, Lukas Kocourek

#### Jugador Pro Tour del Año
- Olle Råde
- Shawn "Hammer" Regnier
- Mark Justice

### Campeonato de 1997
El cuarto Campeonato del Mundo de Magic se celebró del 13 al 17 de agosto de 1997 en Seattle , EE. UU. [19] 153 jugadores compitieron en el evento. [20] Fue el primer torneo de Magic filmado por ESPN2 y fue cubierto por Sports Illustrated . [19] La competencia contó con Standard , Mirage - Visions - Weatherlight Rochester Draft y Extended , [17] y Quinta edición - Weatherlight Team Sealed para la parte del equipo.

#### Clasificación final
- Jakub Slemr
- Janosch Kühn
- Paul McCabe
- Svend Geertsen
- Gabriel Tsang
- Nikolai Weibull
- Nate Clark
- John Chinnock

#### Final por equipos
- Canadá: Gary Krakower, Michael Donais, Ed Ito, Gabriel Tsang
- Suecia : Nikolai Weibull, Mattias Jorstedt, Marcus Angelin, Johan Cedercrantz

#### Jugador Pro Tour del Año
- Paul McCabe
- Terry Borer

### Campeonato de 1998
El quinto Campeonato del Mundo de Magic se celebró del 12 al 16 de agosto de 1998 en Seattle , EE. UU. Este torneo contó con una Tempestad - Fortaleza - Exodus Booster Draft , Estándar y Tempest Block Construido. 203 jugadores compitieron en el evento. Estados Unidos dominó el top 8, ocupando siete de los ocho puestos. Estados Unidos también ganó la competencia por equipos.

#### Clasificación final
- Brian Selden
- Ben Rubin
- Jon Finkel
- Raphaël Lévy
- Scott Johns
- Chris Pikula
- Brian Hacker
- Alan Comer

#### Final por equipos
- Estados Unidos: Matt Linde, Mike Long , Bryce Currence, Jon Finkel
- Francia: Pierre Malherbaud, Manuel Bevand, Marc Hernandez, Fabien Demazeau

#### Jugador Pro Tour del Año
- Jon Finkel
- Randy Buehler
- Steven O'Mahoney-Schwartz

#### Novato del Año
- Randy Buehler

### Campeonato de 1999
El sexto Campeonato del Mundo de Magic se celebró del 4 al 8 de agosto de 1999 en el Yokohama Pacifico en Yokohama , Japón. Este torneo contó con una Saga de Urza - Urza's Legacy - Urza's Destiny Rochester Draft , Standard y Extended. 208 jugadores de 32 países compitieron en el evento. En la final, Kai Budde derrotó a Mark Le Pine por 3-0 en unos 20 minutos, la final del Pro Tour más rápida de la historia. La victoria de Budde fue la primera de sus siete victorias en el Pro Tour. Al ganar este título, también reclamó el primero de sus cuatro títulos de jugador profesional del año.

#### Clasificación final
- Kai Budde - Campeón.
- Mark Le Pine
- Raffaele Lo Moro
- Matt Linde
- Jakub Slemr
- Jamie Parke
- Gary Wise
- Nicolai Herzog

#### Final por equipos
- Estados Unidos: Kyle Rose, John Hunka, Zvi Mowshowitz , Charles Kornblith
- Alemania - Marco Blume , Patrick Mello, David Brucker, Rosario Maij

#### Jugador Pro Tour del Año
- Kai Budde
- Jon Finkel
- Casey McCarrel

#### Novato del Año
- Dirk Baberowski

### Campeonato de 2000
El séptimo Campeonato del Mundo de Magic se celebró en Bruselas, Bélgica, del 2 al 6 de agosto de 2000. Fue la primera vez que se celebraron los Mundiales en Europa. El torneo contó con Máscaras Mercadianas - Némesis - Booster Draft de Profecía , Bloque de Máscaras Mercadianas Construido y Estándar.
273 jugadores de 46 países compitieron en el evento. En la final, Jon Finkel derrotó a su amigo, Bob Maher. Ambos jugaron mazos casi idénticos con una diferencia de una sola carta.

#### Clasificación final
- Jon Finkel
- Bob Maher, Jr.
- Dominik Hothow
- Benedikt Klauser
- Tom van de Logt
- Helmut Summersberger
- Janosch Kühn
- Nicolás Labarre

#### Final por equipos
- Estados Unidos: Jon Finkel , Chris Benafel, Frank Hernandez, Aaron Forsythe
- Canadá: Ryan Fuller, Murray Evans, Gabriel Tsang, Sam Lau

#### Jugador Pro Tour del Año
- Bob Maher, Jr.
- Darwin Kastle
- Jon Finkel

#### Novato del Año
- Brian Davis

### Campeonato de 2001
El octavo Campeonato del Mundo de Magic se celebró del 8 al 12 de agosto de 2001 en el Centro de Convenciones Metro Toronto en Toronto, Ontario, Canadá. El torneo contó con Invasion - Planeshift - Apocalypse Rochester Draft , Standard y Extended como formatos individuales e Invasion block team Rochester como formato de equipo. 296 jugadores de 51 países compitieron en el torneo. Tom van de Logt de los Países Bajos salió como el nuevo campeón mundial, obteniendo un premio de $ 35,000 por su victoria (así como otros $ 1,000 por el éxito del equipo holandés del que formaba parte). Otros finalistas incluyeron al futuro ganador del brazalete de la Serie Mundial de Póquer Alex Borteh (segundo lugar), Antoine Ruel (tercer lugar), Andrea Santin (cuarto lugar), Mike Turian (quinto lugar), Jan Tomcani (sexto lugar), Tommi Hovi (séptimo lugar) ) y David Williams (descalificado). John Ormerod no estuvo entre los 8 primeros clasificados, pero se le otorgó el octavo lugar después de que David Williams fuera descalificado por una baraja marcada. La competición por equipos la ganó el equipo de Estados Unidos, que derrotó a Noruega en la final por equipos.

#### Clasificación final
- Tom van de Logt
- Alex Borteh
- Antoine Ruel
- Andrea Santin
- Mike Turian
- Jan Tomcani
- Tommi Hovi
- John Ormerod

#### Final por equipos
- Estados Unidos: Trevor Blackwell, Brian Hegstad, Eugene Harvey
- Noruega: Nicolai Herzog, Oyvind Odegaard, Jan Pieter Groenhof

#### Jugador Pro Tour del Año
- Kai Budde
- Kamiel Cornelissen
- Michael Pustilnik

#### Novato del Año
- Katsuhiro Mori

### Campeonato de 2002
El noveno Campeonato del Mundo de Magic se llevó a cabo del 14 al 18 de agosto de 2002 en Fox Studios en Sídney, Australia. El torneo contó con Odyssey - Torment - Judgment Booster Draft , Odyssey Block Constructed y Standard como formatos individuales y Odyssey Team Rochester Draft como formato de equipo. 
245 jugadores de 46 países compitieron en el torneo.  Carlos "Jaba" Romão, de 24 años, de São Paulo , Brasil, salió como campeón mundial, derrotando a Mark Ziegner 3-2 en la final, obteniendo así un premio de 35.000 dólares con la ayuda de su equipo azul / negro. Baraja "Psychatog". Alemania ganó la competición por equipos, derrotando a Estados Unidos en la final 2-1.

#### Clasificación final
- Carlos Romão
- Mark Ziegner
- Diego Ostrovich
- Dave Humpherys
- Sim Han Cómo
- John Larkin
- Tuomas Kotiranta
- Ken Krouner

#### Final por equipos
- Alemania: Kai Budde , Mark Ziegner, Felix Schneiders
- Estados Unidos: Eugene Harvey , Andrew Ranks, Eric Franz

#### Jugador Pro Tour del Año
- Kai Budde
- Jens Thorén
- Alex Shvartsman

#### Novato del Año
- Farid Meraghni

### Campeonato de 2003
El décimo Campeonato del Mundo de Magic se celebró del 6 al 10 de agosto en el Hotel Estrel de Berlín, Alemania. [24] El torneo contó con Onslaught - Legions - Scourge Rochester Draft , Extended y Standard como formatos individuales y Onslaught Team Rochester Draft como formato de equipo.
En el torneo participaron 312 jugadores de 54 países. El alemán Daniel Zink logró emerger como el nuevo campeón mundial, venciendo al japonés Jin Okamoto 3-0 en la final y llevándose a casa $ 35,000 en el proceso. El premio total en metálico otorgado a los 64 primeros clasificados fue de $ 208,130. En la final por equipos, Estados Unidos derrotó a Finlandia 2-1.

#### Clasificación final
- Daniel Zink
- Jin Okamoto
- Tuomo Nieminen
- Dave Humpherys
- Jeroen Remie
- Peer Kröger
- Wolfgang Eder
- Paredes de Gabe

#### Finales por equipos
- Estados Unidos - Justin Gary , Gabe Walls, Joshua Wagner
- Finlandia : Tomi Walamies, Tuomo Nieminen, Arho Toikka

#### Carrera de Jugador del Año
- Kai Budde
- Justin Gary
- Mattias Jorstedt

#### Novato del Año
- Masashi Oiso

### Campeonato de 2004
El undécimo Campeonato del Mundo de Magic se celebró del 1 al 5 de septiembre en el Fort Mason Center de San Francisco, California, EE. UU. El torneo contó con Standard el miércoles, Mirrodin - Darksteel - Fifth Dawn Booster Draft el jueves y Mirrodin Block Constructed el viernes. El formato de equipo fue Mirrodin Block Team Rochester Draft. 304 jugadores de 51 países compitieron en el evento. Este fue el primer Campeonato del Mundo sin un jugador de los Estados Unidos en el Top 8. Julien Nuijten ganó la final 3-1 contra Aeo Paquette. A los 15 años, se convirtió en el ganador más joven del Pro Tour y se llevó a casa un total de $ 52,366, un nuevo récord de ganancias en un solo torneo de juegos de cartas coleccionables. El premio total en metálico otorgado a los 64 primeros clasificados fue de $ 208,130. El equipo de Alemania ganó la final por equipos 2-1 contra Bélgica.

#### Clasificación final
- Julien Nuijten
- Aeo Paquette
- Ryou Ogura
- Manuel Bevand
- Kamiel Cornelissen
- Terry Soh
- Gabriel Nassif
- Murray Evans

#### Final por equipos
- Alemania: Torben Twiefel, Roland Bode, Sebastian Zink
- Bélgica - Vincent Lemoine, Dilson Ramos Da Fonseca, Geoffrey Siron

#### Carrera de Jugador del Año
- Gabriel Nassif
- Nicolai Herzog
- Rickard Österberg

#### Novato del Año
- Julien Nuijten

### Campeonato de 2005
El duodécimo Campeonato del Mundo de Magic se celebró del 30 de noviembre al 4 de diciembre en el Pacifico Yokohama en Yokohama , Japón. El torneo contó con Estándar el miércoles, Ravnica Booster Draft el jueves y Extendido el viernes. El formato de equipo fue Ravnica Team Rochester Draft. El evento comenzó con la inducción de la primera clase del recién inaugurado Salón de la Fama : Alan Comer, Jon Finkel , Tommi Hovi , Darwin Kastle y Olle Råde.
287 jugadores de 56 países compitieron en el evento. Katsuhiro Mori ganó el torneo, derrotando a Frank Karsten 3-1 en la final, llevándose a casa 35.000 dólares. El premio total en metálico otorgado a los 64 primeros clasificados fue de $ 208,130. En la final por equipos, Japón derrotó a Estados Unidos 3-0.

#### Clasificación final
- Katsuhiro Mori
- Frank Karsten
- Tomohiro Kaji
- Akira Asahara
- Marcio Carvalho
- Ding Leong
- Shuhei Nakamura
- André Coimbra

#### Final por equipos
- Japón - Takuma Morofuji, Ichirou Shimura, Masashi Oiso
- Estados Unidos - Antonino De Rosa , Neil Reeves, Jonathan Sonne

#### Carrera de Jugador del Año
- Kenji Tsumura
- Olivier Ruel
- Masashi Oiso

#### Novato del Año
- Pierre Canali

#### Miembros del Salón de la Fama
- Jon Finkel
- Darwin Kastle
- Tommi Hovi
- Alan Comer
- Olle Råde

### Campeonato de 2006
El decimotercer Campeonato del Mundo de Magic tuvo lugar del 29 de noviembre al 3 de diciembre de 2006 en el Carrousel du Louvre en París, Francia. El torneo contó con Estándar el miércoles, Time Spiral Booster Draft el jueves y Extendido el viernes. El formato del equipo fue Time Spiral Team Rochester Draft. También el miércoles Bob Maher , Dave Humpherys , Raphaël Lévy , Gary Wise y Rob Dougherty fueron incluidos en el Salón de la Fama. El ganador de este torneo fue Makihito Mihara , quien derrotó a Ryou Ogura 3-0 en una final totalmente japonesa. Pilotó un mazo combinado basado en la carta Dragonstorm. Es la primera vez que jugadores del mismo país son Campeones del Mundo en temporadas consecutivas. La Holanda venció a Japón 2-0 en la final por equipos. El premio total en metálico otorgado a los 75 primeros clasificados fue de $ 255.245.

#### Clasificación final
- Makihito Mihara
- Ryou Ogura
- Nicolás Lovett
- Gabriel Nassif
- Paulo Carvalho
- Paulo Vitor Damo da Rosa
- Tiago Chan
- Katsuhiro Mori

#### Final por equipos
- Holanda - Kamiel Cornelissen, Julien Nuijten, Robert Van Medevoort
- Japón - Katsuhiro Mori , Shuhei Yamamoto, Hidenori Katayama

#### Jugador del año
- Shouta Yasooka
- Shuhei Nakamura
- Paulo Vitor Damo da Rosa

#### Novato del Año
- Sebastián Thaler

#### Miembros del Salón de la Fama
- Bob Maher, Jr.
- Dave Humpherys
- Raphaël Lévy
- Gary Wise
- Rob Dougherty

### Campeonato de 2007
El decimocuarto Campeonato del Mundo de Magic se llevó a cabo del 6 al 9 de diciembre de 2007 en el Jacob K. Javits Center de Nueva York en la ciudad de Nueva York, EE. UU. El torneo contó con cinco rondas de Standard y un Booster Draft de Lorwyn el jueves. El viernes contó con cinco rondas de Legacy y otro Booster Draft de Lorwyn . El formato de equipo fue el Booster Draft de Gigante de dos cabezas de Lorwyn . Los 64 primeros clasificados individuales recibieron 215.600 dólares en premios.
386 jugadores de 61 países compitieron en el evento. El ganador del torneo fue Uri Peleg, derrotando a Patrick Chapin 3-1 en la final. Katsuhiro Mori llegó al top 8 por tercer año consecutivo, mientras que Gabriel Nassif hizo su tercer octavo final en cuatro mundiales. Casualmente, cada jugador reflejó su desempeño del año anterior (Mori fue eliminado en los cuartos de final, Nassif en las semifinales).

#### Clasificación final
- Uri Peleg
- Patrick Chapin
- Gabriel Nassif
- Koutarou Ootsuka
- Cristoph Huber
- Yoshitaka Nakano
- Katsuhiro Mori
- Roel van Heeswijk

#### Final por equipos
- Suiza - Nico Bohny, Manuel Bucher, Christoph Huber, Raphael Gennari
- Austria : Thomas Preyer, David Reitbauer, Stefan Stradner, Helmut Summersberger

#### Jugador Pro Tour del Año
- Tomoharu Saitou
- Kenji Tsumura
- Guillaume Wafo-Tapa

#### Novato del Año
- Yuuya Watanabe

#### Miembros del Salón de la Fama
- Kai Budde
- Zvi Mowshowitz
- Tsuyoshi Fujita
- Nicolai Herzog
- Randy Buehler

### Campeonato de 2008
El decimoquinto Campeonato del Mundo de Magic se llevó a cabo del 11 al 14 de diciembre de 2008 en el Centro de Convenciones de Memphis Cook en Memphis , TN, EE. UU. El torneo contó con seis rondas de juego estándar el jueves, dos Shards of Alara Booster Drafts con tres rondas de suizo cada uno el viernes, seis rondas de Extended el sábado y la final el domingo. Además, los equipos nacionales jugaron dos rondas de equipos construidas cada uno el jueves y el sábado con los 4 mejores equipos avanzando a las finales de eliminación simple el domingo. El formato de equipo fue Construido en equipo de 3 personas con un jugador jugando Estándar, uno Extendido y un Legado. Los 75 primeros clasificados individuales recibieron $ 245.245 en premios.
329 jugadores de 57 países compitieron en el evento. Antti Malin de Finlandia ganó el torneo y se llevó el primer premio de $ 45.000. En la final por equipos, Estados Unidos derrotó a Australia para convertirse en el campeón por equipos.

#### Clasificación final
- Antti Malin
- Jamie Parke
- Tsuyoshi Ikeda
- Hannes Kerem
- Paulo Vitor Damo da Rosa
- Kenji Tsumura
- Frank Karsten
- Akira Asahara

#### Competición por equipos
- Estados Unidos - Michael Jacob, Samuel Black , Paul Cheon
- Australia: Aaron Nicastri, Brandon Lau, Justin Cheung
- Brasil - Willy Edel, Vagner Casatti, Luiz Guilherme de Michielli
- Japón - Yuuya Watanabe , Masashi Oiso , Akihiro Takakuwa

#### Jugador profesional del año
- Shuhei Nakamura
- Olivier Ruel
- Luis Scott-Vargas

#### Novato del Año
- Aaron Nicastri

#### Miembros del Salón de la Fama
- Dirk Baberowski
- Mike Turian
- Jelger Wiegersma
- Olivier Ruel
- Ben Rubin

### Campeonato de 2009
El XVI Campeonato del Mundo de Magic se llevó a cabo del 19 al 22 de noviembre de 2009 en el Palazzo Dei Congressi de Roma, Italia. El torneo contó con seis rondas de juego estándar el jueves, dos Zendikar Booster Drafts con tres rondas de suizo cada uno el viernes, seis rondas de Extended el sábado y la final el domingo. Además, los equipos nacionales jugaron dos rondas de equipos construidas cada uno el jueves y el sábado con los 4 mejores equipos avanzando a las finales de eliminación simple el domingo. El formato de equipo fue Construido en equipo de 3 personas con un jugador jugando Estándar, uno Extendido y un Legado.

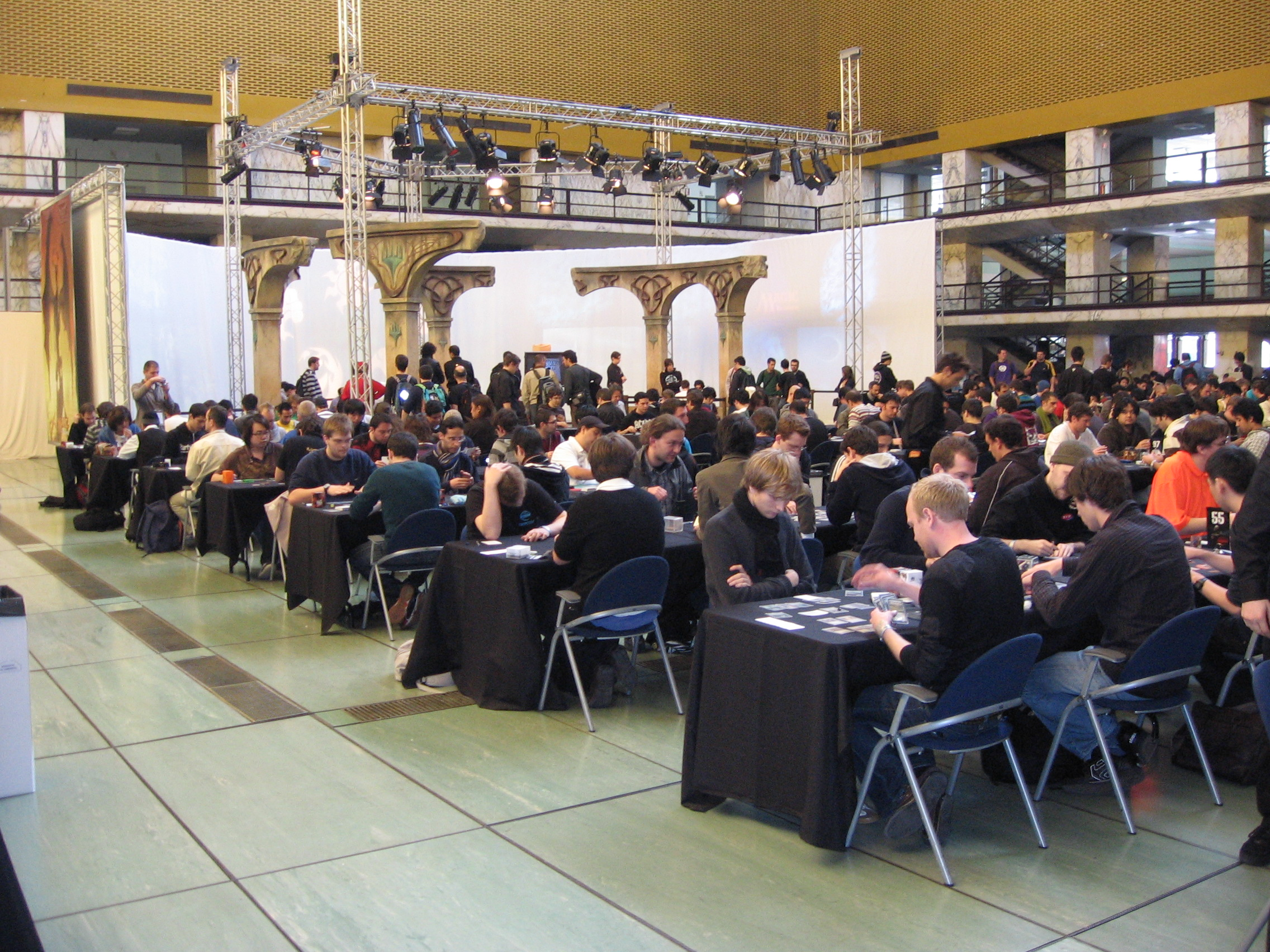
Vista de la actividad del Campeonato Mundial de 2009.

409 jugadores de 65 países compitieron en el evento. André Coimbra de Portugal ganó el torneo y se llevó el primer premio de $ 45.000. En la final por equipos, China derrotó a Austria para convertirse en el campeón por equipos. Este fue el primer evento de Magic Pro Tour de cualquier tipo en el que ningún jugador en el Top 8 era de Estados Unidos o Japón. También fue la primera vez que un Pro Tour Top 8 estuvo formado por jugadores de ocho países.
El Campeonato Mundial de Magic Online se celebró por primera vez. También tuvo lugar en Roma en el sitio del Campeonato Mundial de Magic en papel. El torneo se anunció previamente para ocho competidores. Las calificaciones se pueden obtener en torneos especiales en Magic Online . Los jugadores jugaron tres rondas de Clásico, Zendikar Booster Draft y Estándar en las computadoras provistas en el sitio. Después de nueve rondas, los dos mejores jugadores determinaron el título en un partido final de Standard. Anssi Myllymäki (nombre de pantalla: Anathik) de Finlandia derrotó al exjugador profesional del año Shouta Yasooka (yaya3) en la final, reclamando así el gran premio de $ 13.000. Los otros concursantes ganaron entre $ 4.000 y $ 9.000.

#### Clasificación final
- André Coimbra
- David Reitbauer
- Terry Soh
- Bram Snepvangers
- William Cavaglieri
- Manuel Bucher
- Marijn Lybaert
- Florian Pils

#### Competición por equipos
- China - Bo Li, Wu Tong, Zhiyang Zhang
- Austria: Benedikt Klauser, Bernhard Lehner, Benjamin Rozhon
- República Checa - Lukas Blohon, Lukas Jakolvsky, Jan Kotrla
- Holanda - Kevin Grove, Niels Noorlander, Tom van Lamoen

#### Jugador profesional del año
- Yuuya Watanabe
- Tomoharu Saito
- Martín Juza
- Novato del Año
- Lino Burgold

#### Miembros del Salón de la Fama
- Antoine Ruel
- Kamiel Cornelissen
- Frank Karsten

#### Campeón del mundo de Magic Online
- Anssi Myllymäki

### Campeonato de 2010
El decimoséptimo Campeonato del Mundo de Magic se llevó a cabo del 9 al 12 de diciembre en Makuhari Messe en Chiba , Japón. El torneo consistió en seis rondas de Standard el jueves, dos Booster Draft de Scars of Mirrodin de tres rondas cada uno el viernes y seis rondas de Extended el sábado. El domingo, los ocho mejores jugadores se reunieron para el Top 8. Tuvieron que jugar los mismos mazos que usaron en la parte estándar del torneo. Además, los equipos nacionales jugaron dos rondas de equipos construidas cada uno el jueves y el sábado con los 2 mejores equipos avanzando a las finales de eliminación simple el domingo. El formato de equipo es Construido en equipo de 3 personas con un jugador que juega Estándar, uno Extendido y un Legado. 352 jugadores de 60 países compitieron en el evento. La competición de selecciones nacionales tuvo 57 países representados.
El Campeón del Mundo de 2010, Guillaume Matignon, ganó suficientes puntos profesionales con su desempeño para igualar el total del líder del Jugador Profesional del Año, Brad Nelson. Esto llevó a un desempate por el título de Jugador Pro del Año en el Pro Tour París 2011, que finalmente fue ganado por Brad Nelson.

#### Clasificación final
- Guillaume Matignon
- Guillaume Wafo-Tapa
- Paulo Vitor Damo da Rosa
- Amor janse
- Eric Froehlich
- Lukas Jaklovsky
- Christopher Wolf
- Jonathan Randle

#### Competición por equipos
- Eslovaquia: Ivan Floch, Robert Jurkovic, Patrik Surab
- Australia: Adam Witton, Ian Wood, Jeremy Neeman

#### Jugador profesional del año
- Brad Nelson
- Guillaume Matignon
- Paulo Vitor Damo da Rosa

#### Novato del Año
- Andrea Giarola

#### Miembros del Salón de la Fama
- Gabriel Nassif
- Brian Kibler
- Bram Snepvangers

#### Campeón del mundo de Magic Online
- Carlos Romão

### Campeonato de 2011
El décimo octavo Campeonato del Mundo de Magic se celebró del 17 al 20 de noviembre en el Fort Mason Center de San Francisco , [43] el mismo sitio que ya acogió el Campeonato del Mundo de 2004 . El torneo consistió en seis rondas de Standard el jueves, dos Innistrad Booster Drafts de tres rondas cada uno el viernes y seis rondas de Modern el sábado. Este sería el primer Campeonato del Mundo en presentar el nuevo formato moderno. El domingo, los 8 mejores jugadores jugaron entre sí en rondas eliminatorias , usando los mazos estándar que jugaron el jueves. 375 jugadores de 60 países compitieron en el evento.
Las rondas suizas fueron dominadas por el jugador estadounidense Conley Woods, que iría 16-2 con sus únicas derrotas siendo concesiones tácticas a otros compañeros de equipo de ChannelFireball. Al final, cuatro compañeros de ChannelFireball llegarían al Top 8: Conley Woods, Paulo Vitor Damo da Rosa , Luis Scott-Vargas y Josh Utter-Leyton. Para Paulo, este fue su cuarto Top 8 del Campeonato Mundial, lo que lo convirtió en el primer jugador en lograrlo, y su octavo Top 8 en el Pro Tour en general. Además, por primera vez, los jugadores que jugaron en el Magic Online World Championships lograron llegar al Top 8 del Pro Tour, con Jun'ya Iyanaga (SEVERUS en MTGO) y David Caplan (goobafish en MTGO) llegando al domingo. Los cuartos de final vieron a tres de los cuatro compañeros de ChannelFireball eliminados, y solo Conley Woods llegó a las semifinales después de derrotar por estrecho margen a Craig Wescoe 3-2. Las semifinales fueron barridas limpias con Jun'ya Iyanaga y Richard Bland derrotando a Conley Woods y David Caplan 3-0 respectivamente. En la final, Jun'ya Iyanaga derrotó a Richard Bland en otro 3-0 para convertirse en el Campeón del Mundo de 2011. El premio en metálico de Jun'ya Iyanaga por ganar el Campeonato del Mundo y quedar séptimo en el Campeonato del Mundo de Magic Online fue de $ 51.000, lo que lo convierte en el segundo ganador más alto en la historia del Campeonato del Mundo detrás del Campeón del Mundo de 2004, Julien Nuijten.
En el evento por equipos, Japón jugó contra Noruega por el título mundial por equipos. El equipo japonés de Ryuichiro Ishida, Tomoya Fujimoto y el ex campeón mundial Makihito Mihara obtuvieron la victoria.
En la final del Campeonato del Mundo de Magic Online , Reid Duke (reidderrabbit en MTGO) jugó contra Florian Pils (hombre volador en MTGO) en el formato moderno . Reid Duke ganó el partido 2-1 para convertirse en el campeón mundial de Magic Online , el primer estadounidense y el primer jugador del año de Magic Online en ganar el título.

#### Clasificación final
- Jun'ya Iyanaga
- Richard Bland
- Conley Woods
- David Caplan
- Paulo Vitor Damo da Rosa
- Luis Scott-Vargas
- Josh Utter-Leyton
- Craig Wescoe

#### Competición por equipos
- Japón - Ryuichiro Ishida, Tomoya Fujimoto, Makihito Mihara
- Noruega: Sveinung Bjørnerud, Kristoffer Jonassen, Andreas Nordahl

#### Jugador profesional del año
- Owen Turtenwald
- Luis Scott-Vargas
- Martín Juza

#### Novato del Año
- Matthias Hunt

#### Miembros del Salón de la Fama
- Shuhei Nakamura
- Anton Jonsson
- Steven O'Mahoney-Schwartz

#### Campeón del mundo de Magic Online
- Reid Duke

### Campeonato de 2012
En 2012, la estructura del Campeonato del Mundo de Magic se modificó drásticamente junto con los cambios en el sistema de clasificación utilizado en Magic: The Gathering . El Campeonato Mundial individual se cambió de un evento de tamaño Pro Tour a un evento de dieciséis jugadores, que se llamó Campeonato de Jugadores Mágicos (aunque el torneo volvió a llamarse Campeonato del Mundo en 2013). El evento por equipos, que anteriormente se realizaba junto con el evento individual, se llevó a cabo antes del torneo individual y fue disputado por equipos de cuatro jugadores en lugar de los equipos de tres jugadores anteriores.

#### Copa del Mundo de Magic 2012
La primera Copa Mundial de Magic se celebró del 16 al 19 de agosto en Gen Con 2012 en Indianápolis. La Copa Mundial de Magic es un evento de selecciones nacionales modificado disputado por equipos de cuatro jugadores. De los cuatro jugadores, tres fueron ganadores de los tres torneos clasificatorios de un país, llamados clasificatorios para la Copa del Mundo de Magic. El último jugador del equipo fue el Campeón Nacional, el jugador con más puntos profesionales de la temporada de ese país.
El día 1, hubo siete rondas suizas, incluidas tres rondas de Magic 2013 Booster Draft y cuatro rondas de Standard. Los jugadores ganaron puntos para el equipo (Victoria-3, Empate-1, Derrota-0) y los tres mejores puntajes de cada equipo se sumaron para hacer un puntaje de equipo combinado. Los 32 mejores equipos con la puntuación combinada más alta avanzaron al Día 2.
En el día 2, todos los equipos clasificados solo comenzarán con tres jugadores, junto con su asesor (el jugador con la puntuación más baja de su equipo en el día 1). Los 32 equipos se clasificaron, según la siembra , en ocho grupos de cuatro equipos. Los equipos jugaron en tres rondas con el formato de Magic 2013 Team Sealed Deck . Después de estas rondas, los dos mejores equipos de cada grupo avanzaron a la segunda etapa, dejando dieciséis equipos. Estos equipos se clasificaron luego en cuatro grupos de cuatro equipos, y jugaron tres rondas de Construido en Equipo, con un jugador de cada equipo jugando Estándar, Moderno e Innistrad Construido en Bloque.
En el día 3, los ocho mejores equipos del día 2 compitieron en rondas de eliminación simple de cabezas de serie, en el formato de equipos construidos, para determinar el ganador de la Copa Mundial de Magic.

##### Resultados
En la final del torneo, el equipo de Taiwán jugó contra el equipo de Puerto Rico. Taiwán ganó la final y se convirtió en el primer campeón de la Copa Mundial de Magic.

#### Finalistas
- Taiwán: Tzu-Ching Kuo , Tung-Yi Cheng, Yu Min Yang y Paul Renie
- Puerto Rico - Jorge Iramain, Gabriel Nieves, Cesar Soto y Jonathan Paez
- Polonia: Tomek Pedrakowski, Mateusz Kopec, Adam Bubacz y Jan Pruchniewicz
- Hungría: Tamás Glied, Gabor Kocsis, Tamas Nagy y Máté Schrick
- Croacia: Grgur Petric Maretic, Toni Portolan, Stjepan Sucic y Goran Elez
- Escocia: Stephen Murray, Bradley Barclay, Andrew Morrison y Chris Davie
- Filipinas: Andrew Cantillana, Gerald Camangon, Zax Ozaki y Jeremy Bryan Domocmat
- República Eslovaca: Robert Jurkovic, Ivan Floch, Filip Valis y Patrik Surab

#### Campeonato de jugadores de magic 2012
El Magic: The Gathering Players Championship 2012 se llevó a cabo del 29 al 31 de agosto de 2012 en el evento PAX Prime 2012. Sustituyó al antiguo campeonato mundial de tamaño Pro Tour . Aunque originalmente se tituló Campeonato Mundial de 2012, el torneo pasó a llamarse Campeonato de Jugadores en un anuncio en diciembre de 2011. El Campeonato de Jugadores también reemplazó al antiguo título de Jugador Profesional del Año , con ese título destinado a incluirse en el Campeonato de Jugadores. El Campeonato de Jugadores de Magic 2012 fue un torneo exclusivo de dieciséis personas que se llevó a cabo durante tres días. El día 1 consistió en tres rondas del formato moderno seguidas de tres rondas de Cube Draft, la primera vez que se utilizó un Cube Draft en una competencia de alto nivel. El día 2 consistió en tres rondas de Draft de Magic 2013, seguidas de tres rondas más de Modern. En el día 3, los cuatro jugadores con los mejores récords de las últimas 12 rondas jugaron en rondas modernas de eliminación simple al mejor de cinco juegos para determinar el ganador del Magic Players Championship.

##### Resultados
Yuuya Watanabe ganó el Campeonato de Jugadores de 2012 y se convirtió en el segundo jugador de la historia (después de Kai Budde ) en recibir más de un título de Jugador del Año.
- Yuuya Watanabe (Top Pro Points, Japón) - Decklist
- Shouta Yasooka (Top Pro Points, At- Large 3)
- Paulo Vitor Damo da Rosa (Top Pro Points, Latinoamérica)
- Jon Finkel (Top Pro Points, At-Large 1)
- Shuhei Nakamura (Top Pro Points, total 5)
- Brian Kibler ( Campeón Pro Tour Dark Ascension )
- Samuele Estratti (Campeón del Pro Tour Filadelfia )
- Alexander Hayne ( Campeón restaurado del Pro Tour Avacyn )
- Martin Juza (Top Pro Points, Europa)
- Owen Turtenwald ( Jugador del año del Pro Tour 2011 )
- Jun'ya Iyanaga ( Campeona del Mundo 2011 )
- Luis Scott-Vargas (Top Pro Points, At-Large 2)
- Josh Utter-Leyton (Top Pro Points, Norteamérica)
- David Ochoa (Top Pro Points, At-Large 4)
- Tzu-Ching Kuo (Top Pro Points, APAC)
- Reid Duke ( Campeón de Magic Online 2011)

### Campeonato del Mundo 2013
Para 2013, el Players Championship pasó a llamarse Campeonato del Mundo. El título de Jugador Profesional del Año se convirtió una vez más en un título separado, otorgado a Josh Utter-Leyton para la temporada 2012-13. El Campeonato del Mundo de 2013 se celebró en Ámsterdam del 31 de julio al 4 de agosto.
Los jugadores invitados al Campeonato del Mundo de 2013 fueron.
- Shahar Shenhar (Top Pro Points, en general)
- Reid Duke (Top Pro Points, en general)
- Ben Stark (Top Pro Points, en general)
- Josh Utter-Leyton (Jugador del año 2012-13)
- Craig Wescoe ( ganador del Pro Tour Dragon's Maze )
- Yuuya Watanabe (ganadora del Campeonato de Jugadores de 2012)
- Brian Kibler (Top Pro Points, en general)
- Shuhei Nakamura (Top Pro Points, en general)
- Dmitriy Butakov ( campeón de Magic Online 2012 )
- David Ochoa (Top Pro Points, en general)
- Stanislav Cifka ( ganador del Pro Tour Return to Ravnica )
- Tom Martell ( ganador del Pro Tour Gatecrash )
- Willy Edel (Top Pro Points, Latinoamérica)
- Eric Froehlich (Top Pro Points, en general)
- Lee Shi Tian (Top Pro Points, Asia Pacífico)
- Martin Juza (Top Pro Points, en general)

El torneo consistió en tres rondas de Booster Draft de Modern Masters , Modern, Booster Draft de Magic 2014 y Estándar. Después de estas doce rondas, el campo de 16 jugadores se redujo a los cuatro primeros. En las semifinales, Shahar Shenhar venció a Ben Stark y Reid Duke venció a Josh Utter-Leyton. Después de ir detrás 0-2 en la final, Shahar Shenhar volvió a una victoria por 3-2 sobre Reid Duke con su UWR Flash Modern Deck, convirtiéndose así en el Campeón del Mundo de Magic de 2013.

##### Copa del Mundo de Magic 2013
La segunda Copa del Mundo de Magic tuvo lugar del 2 al 4 de agosto de 2013 en la Fábrica de Convenciones de Ámsterdam , junto con el Campeonato del Mundo.
En la final del torneo, Francia ganó 2-1 contra Hungría.
El formato difiere mucho de la carrera inaugural: el día 1 aún consistiría en siete rondas suizas que decidirán que los 32 equipos avanzan al día 2, pero en su lugar se jugaron tres rondas de Team Sealed Deck y cuatro rondas de Team Standard. El día 2, el juego en equipo comenzó con los equipos que se clasificaron, de acuerdo con la siembra , en ocho grupos de cuatro equipos. Los equipos jugaron en tres rondas con el formato Team Sealed Deck. Después de estas rondas, los dos mejores equipos de cada grupo avanzaron a la segunda etapa, dejando dieciséis equipos. Estos equipos se clasificaron luego en cuatro grupos de cuatro equipos y jugaron tres rondas de Team Standard. Los 8 mejores equipos, avanzados los dos mejores de cada grupo, jugarán Team Standard en el último día del torneo en rondas de eliminación simple.
En el día 1 y el día 2, los equipos deben cambiar uno de los miembros jugados en la primera parte por el jugador que no había jugado en la primera parte al comienzo de la segunda parte del evento (es decir, ningún jugador puede quedarse fuera durante todo el evento). En Team Standard, se deben usar los mismos mazos durante todo el evento.

##### Final
- Francia ( Raphaël Lévy , Timothee Simonot, Yann Guthmann y Stephane Soubrier)
- Hungría (Tamas Nagy, Adorjan Korbl, Gabor Kocsis y Ervin Hosszú)
- República Checa ( Stanislav Cifka , Leos Kopecky, Kristian Janda y Michal Mendl)
- Islandia (Alvin Orri Gislason, Orri Ómarsson, Ragnar Sigurdsson y Hedinn Haraldsson)
- Austria (Thomas Holzinger, Manuel Danninger, David Reitbauer y Marc Mühlböck)
- Estonia (Hannes Kerem, Mikk Kaasik, Rauno Raidma y Simon Robberts)
- Nueva Zelanda (Walker MacMurdo, Jingwei Zheng, Jason Chung y Digby Carter)
- Bélgica (Vincent Lemoine, Xavier Vantyghem, Marijn Lybaert y Emmanuel Delvigne)

### Campeonato del Mundo 2014
En 2014, el Campeonato Mundial y la Copa Mundial de Magic se llevaron a cabo del 2 al 7 de diciembre de 2014. Los eventos se llevaron a cabo conjuntamente en Niza, Francia.
Para 2014, el formato del Campeonato Mundial se modificó para incluir a 24 jugadores en lugar de los 16 jugadores que fueron invitados los dos años anteriores. El primer día del torneo consistió en tres rondas de Vintage Masters Draft y cuatro rondas de Modern. El segundo día consistió en tres rondas de Khans of Tarkir Draft y cuatro rondas de Standard. Después de estas catorce rondas, los 4 mejores jugadores de la clasificación suiza jugaron en rondas de eliminación simple en el formato estándar.

#### Final
- Shahar Shenhar (Campeón del Mundo de 2013)
- Patrick Chapin ( ganador del Pro Tour Journey into Nyx )
- Yuuya Watanabe (líder de Pro Point Japón)
- Kentaro Yamamoto (octavo lugar con más puntos profesionales de los que no están calificados)
- Shaun McLaren ( ganador del Pro Tour Born of the Gods )
- Yuuki Ichikawa (subcampeón de Pro Point en Japón)
- Ivan Floch ( ganador del Pro Tour Magic 2015 )
- William Jensen (la mayoría de los puntos profesionales de otros no calificados)
- Sam Black (sexto más puntos profesionales de los que no están calificados)
- Lars Dam ( Campeón de Magic Online 2013)
- Josh Utter-Leyton (tercero con más puntos profesionales de otros no calificados)
- Paul Rietzl (quinto lugar con más puntos profesionales de los que no están calificados)
- Owen Turtenwald (líder de Pro Point en Norteamérica)
- Reid Duke (subcampeón de Pro Point en Norteamérica)
- Stanislav Cifka (segundo mayor número de puntos profesionales de otros no calificados)
- Tom Martell (el cuarto lugar con más puntos profesionales de los que no están calificados)
- Raphaël Lévy ( ganador de la World Magi c Cup 2013 )
- Jérémy Dezani (2013-14 Jugador del año)
- Jacob Wilson (7º con mayor número de puntos profesionales de los que no están calificados)
- Willy Edel (líder de Pro Point en América Latina)
- Nam Sung-Wook (subcampeón de la región APAC de Pro Point)
- Raymond Perez Jr. (Novato del año 2013-14)
- Paulo Vitor Damo da Rosa (Subcampeón de Pro Point América Latina)
- Lee Shi Tian (líder de Pro Point en la región APAC)

Shahar Shenhar se convirtió en el primer jugador en ganar el Campeonato Mundial por segunda vez, así como en el primer jugador en ganar el título en años consecutivos.

#### Copa del Mundo de Magic 2014
- Dinamarca (Martin Müller, Simon Nielsen, Thomas Enevoldsen, Lars Birch)
- Grecia (Marios Angelopoulos, Bill Chronopoulos, Panagiotis Savvidis, Socrates Rozakeas)
- Inglaterra (Fabrizio Anteri, David Inglis, Francesco Giorgio, Riccardo Reale)
- Estados Unidos ( Owen Turtenwald , Isaac Sears, Andrew Baeckstrom, Neal Oliver)
- Corea del Sur (Nam Sung-wook, Oh Joon-hyun, Cho Jeong-woo, Kim Sang-eun)
- Serbia (Aleksa Telarov, Miodrag Kitanovic, Boris Bajgo, Milos Stajic)
- Eslovaquia (Ivan Floch, Jan Tomcani, Michal Guldan, Matej Zatlkaj)
- Brasil (Willy Edel, Gabriel Fehr, Thiago Saporito, Matheus Rosseto)

### Campeonato del Mundo 2015
El Campeonato del Mundo de 2015 se llevó a cabo del 27 al 30 de agosto de 2015. El evento se planeó originalmente para llevarse a cabo en Barcelona, España junto con la Copa del Mundo de Magic de 2015, pero luego se trasladó a Seattle y se llevó a cabo junto con PAX Prime.
Se anunciaron algunos cambios en la estructura de invitaciones de años anteriores, con el siguiente anuncio de la Directora de Juego Organizado, Helene Bergeot en Pro Tour Fate Reforged.
El Campeonato Mundial de 2015 fue el último en el que el mundo mágico capitán del equipo ganador de la Copa fue invitado a
América del Norte ahora invitó a sus cuatro principales ganadores de Pro Point (anteriormente eran dos)
Europa ahora invitó a sus tres principales ganadores de Pro Point (anteriormente eran dos)
Asia-Pacífico ahora invitó a sus tres principales ganadores de Pro Point (anteriormente eran dos para Asia-Pacífico y dos para Japón, el último de los cuales se incluyó en la georregión Asia-Pacífico para este evento)
Se agregó una nueva ranura para el jugador que había ganado la mayor cantidad de Pro Points en el Grand Prix en la temporada de Premier Play 2014-2015 (la cantidad de GP que cuentan para esta ranura no está limitada)
Se eliminó la invitación al Novato del año.
El formato del torneo fue de 3 rondas de Draft Modern Masters 2015 seguidas de 4 rondas de Modern construido para el jueves. El viernes, un draft de Magic Origins seguido de 4 rondas de estándar y después de una pausa el sábado, los 4 primeros playoffs el domingo.

#### Clasificación final
- Seth Manfield (Top Pro Points en general)
- Owen Turtenwald (Top Pro Points en general)
- Paul Rietzl (Top Pro Points en general)
- Sam Black (Top Pro Points Norteamérica)
- Magnus Lantto ( Campeón de Magic Online 2014)
- Martin Müller ( capitán del equipo ganador de la World Magic Cup 2014 )
- Shaun McLaren (Top Pro Points en general)
- Thiago Saporito (Top Pro Points Latinoamérica)
- Ondrey Strasky (Top Pro Points Norteamérica)
- Yuuya Watanabe (Top Pro Points Asia-Pacífico)
- Paulo Vitor Damo da Rosa (Top Pro Points Latinoamérica)
- Jacob Wilson (Top Pro Points en general)
- Joel Larsson ( ganador del Pro Tour Magic Origins )
- Alexander Hayne (líder del Grand Prix Pro Point)
- Martin Dang ( ganador del Pro Tour Dragons of Tarkir )
- Steve Rubin (Top Pro Points en general)
- Kentaro Yamamoto (Top Pro Points Asia-Pacífico)
- Mike Sigrist (Jugador del año 2014-15)
- Eric Froehlich (Top Pro Points de Norteamérica)
- Lee Shi Tian (Top Pro Points Asia-Pacífico)
- Brad Nelson (Top Pro Points Norteamérica)
- Antonio Del Moral Leon ( ganador del Pro Tour Fate Reforged )
- Shahar Shenhar (Campeón del mundo 2014)
- Ari Lax ( ganador del Pro Tour Khans of Tarkir )

#### Copa del Mundo de Magic 2015

##### Clasificación final
- Italia (Marco Cammilluzzi, Andrea Mengucci, Francesco Bifero y William Pizzi)
- Tailandia (Aekarash Sorakup, Suttipong Popitukgul, Matej Dornik y Chom Pasidparchya)
- Francia (Pierre Dagen, Hichem Tedjditi, Fathi Ben Aribi y Arnaud Soumet)
- Austria (Nikolaus Eigner, Christoph Aukenthaler, Valentin Mackl y Sebastian Fiala-Ibitz)
- Dinamarca (Christoffer Larsen, Daniel Lind, Martin Müller y Martin Dang)
- Guatemala (Fernando José Juárez Oliva, José Andrés Martínez Figueloa, Christopher Andrés Virula Martinez y Wilfredo Bojorquez Castillo)
- Escocia (Ray Doyle, Stephen Murray, Grant Hislop y Martin Clement)
- Japón (Kenji Tsumura, Ryoichi Tamada, Yuuya Watanabe y Soyo You)

### Campeonato del Mundo 2016
El Campeonato del Mundo de 2016 se celebró del 1 al 4 de septiembre en Seattle. Los formatos utilizados en la competición fueron Eldritch Moon - Booster Draft de Sombras sobre Innistrad para las rondas 1-3, Estándar para las rondas 4-7, Eldritch Moon - Shadows over Innistrad Booster Draft para las rondas 8-10, Modern para las rondas 11-14 y Estándar para los 4 mejores.

#### Clasificación final
- Brian Braun-Duin (Maestro del Gran Premio 2015-16)
- Marcio Carvalho (Draft Master 2015-16)
- Oliver Tiu (Maestro Construido 2015-16)
- Shota Yasooka (Top Pro Points Asia-Pacífico)
- Lukas Blohon (campeón Pro Tour Eldritch Moon , Top Pro Points Europa)
- Luis Scott-Vargas (Salón de la Fama destacado, Top Pro Points Norteamérica)
- Jiachen Tao ( campeón del Pro Tour Juramento de los Guardianes )
- Seth Manfield (Campeón mundial reinante, Top Pro Points Norteamérica)
- Thiago Saporito (Top Pro Points Latinoamérica)
- Steve Rubin ( campeón del Pro Tour Sombras sobre Innistrad )
- Mike Sigrist (Top Pro Points en general)
- Reid Duke (Top Pro Points Norteamérica)
- Brad Nelson (Top Pro Points en general)
- Joel Larsson (Top Pro Points Europa)
- Paulo Vitor Damo da Rosa (Top Pro Points Latinoamérica)
- Yuuya Watanabe (Top Pro Points Asia-Pacífico)
- Owen Turtenwald (Jugador del año 2015-16, Master de mitad de temporada 2015-16, Top Pro Points Norteamérica)
- Ondrej Strasky (Top Pro Points en general)
- Samuel Pardee (Top Pro Points en general)
- Andrea Mengucci (Top Pro Points en general)
- Niels Noorlander ( Campeón de Magic Online )
- Kazuyuki Takimura (campeón del Pro Tour Battle por Zendikar )
- Ryoichi Tamada (Top Pro Points Asia-Pacífico)
- Martin Müller (Top Pro Points Europa)

#### Copa del Mundo de Magic 2016
La Copa Mundial de Magic 2016 se celebró del 18 al 20 de noviembre en Róterdam, Países Bajos.

##### Clasificación final
- Grecia (Panagiotis Papadopoulos, Nikolaos Kaponis, Petros Tziotis y Bill Chronopoulos)
- Bélgica (Jerome Bastogne, Peter Vieren, Branco Neirynck y Pascal Vieren)
- Italia (Alessandro Portaro, Andrea Mengucci, Mattia Rizzi y Alessandro Casamenti)
- Bielorrusia (Pavel Miadzvedski, Ihar Klionski, Dmitry Andronchik y Bantsevich Hleb)
- Finlandia (Lauri Pispa, Tuomas Tuominen, Leo Lahonen y Matti Kuisma)
- Australia (David Mines, James Wilks, Ryan Cubit y Garry Lau)
- Ucrania (Sergiy Sushalskyy, Bogdan Sorozhinsky, Iurii Babych y Artem Fedorchenko)
- Panamá (Saul Alvarado, Sergio Bonilla, Manuel Succari y Cesar Segovia)

### Campeonato del Mundo 2017
El Campeonato del Mundo de 2017 se celebró del 6 al 8 de octubre en Boston. Para el Campeonato Mundial de 2017, Wizards of the Coast decidió simplificar los criterios de invitación, otorgando una gran parte de las invitaciones a los jugadores con más Pro Points en la temporada 2016-17 Pro Tour . Los formatos utilizados en la competencia fueron Ixalan Booster Draft para las rondas 1-3, Estándar para las rondas 4-7, Ixalan Booster Draft para las rondas 8-10, Estándar para las rondas 11-14 y Estándar para los mejores 4.

#### Clasificación final
- William Jensen (Mejor ganador de puntos profesionales)
- Javier Domínguez (Mejor ganador de puntos profesionales)
- Josh Utter-Leyton ( Campeón de Magic Online )
- Kelvin Chew (Mejor ganador de puntos Pro)
- Reid Duke (Campeón de la región geográfica de América del Norte)
- Samuel Black (Mejor ganador de puntos profesionales)
- Seth Manfield (Mejor ganador de puntos profesionales)
- Owen Turtenwald (Máximo ganador de puntos profesionales)
- Gerry Thompson ( campeón del Pro Tour Amonkhet )
- Shota Yasooka ( campeón del Pro Tour Kaladesh )
- Christian Calcano (Mejor ganador de puntos Pro)
- Paulo Vitor Damo da Rosa ( Campeón Pro Tour La Hora de la Devastación , Campeón de la Región Geográfica de América Latina)
- Eric Froehlich (Mejor ganador de puntos profesionales)
- Sebastian Pozzo (Maestro estándar 2016-17)
- Brad Nelson (Mejor ganador de puntos profesionales)
- Martin Juza (Draft Master 2016-17)
- Ken Yukuhiro (Mejor ganador de puntos profesionales)
- Yuuya Watanabe (Campeón de la región geográfica de Asia y el Pacífico)
- Marcio Carvalho (Campeón Europeo de Geo-Región)
- Lee Shi Tian (Mejor ganador de puntos profesionales)
- Martin Müller (Máximo ganador de puntos profesionales)
- Donald Smith (Mejor ganador de puntos profesionales)
- Lucas Esper Berthoud ( campeón Pro Tour Aether Revolt )
- Samuel Pardee (Mejor ganador de puntos profesionales)

#### Copa del Mundo de Magic 2017
La Copa Mundial de Magic 2017 se llevó a cabo del 1 al 3 de diciembre en Niza, Francia.

##### Clasificación final
- Japón (Yuuya Watanabe, Kenta Harane y Shota Yasooka)
- Polonia (Grzegorz Kowalski, Radek Kaczmarczyk y Piotr Glogowski)
- Alemania (Marc Tobiasch, Philipp Krieger y Moritz Templin)
- Italia (Andrea Mengucci, Adriano Moscato y Mattia Rizzi)
- Gales (Philip Griffiths, Sam Rolph y Aaron Boyhan)
- Austria (Oliver Polak-Rottmann, Elias Klocker y Adrian Johann Schrenk)
- China (Yuchen Liu, Chao Lu y Tan Gao)
- Eslovaquia (Ivan Floch, Peter Snoha y Ondrej Kedrovic)

### Campeonato de 2018
El Campeonato del Mundo de 2018 se celebró del 21 al 23 de septiembre en Las Vegas. Los formatos utilizados en la competición fueron Dominaria Booster Draft para las rondas 1-3, Estándar para las rondas 4-7, Dominaria Booster Draft para las rondas 8-10, Estándar para las rondas 11-14 y Estándar para los mejores 4.
El ganador fue Javier Domínguez, primer jugador hispanohablante en ganar un campeonato mundial.

#### La clasificación final
- Javier Domínguez (Mejor ganador de puntos profesionales)
- Grzegorz Kowalski (Máximo ganador de puntos profesionales)
- Ben Stark (Mejor ganador de puntos Pro)
- Shahar Shenhar (Máximo ganador de puntos profesionales)
- Allen Wu (campeón del 25 aniversario del Pro Tour)
- Wyatt Darby ( campeón del Pro Tour Dominaria )
- Matthew Nass (Mejor ganador de puntos profesionales)
- Ben Hull (campeón del 25 aniversario del Pro Tour)
- Reid Duke (Mejor ganador de puntos Pro)
- Mike Sigrist (Mejor ganador de puntos profesionales)
- John Rolf (Mejor ganador de puntos profesionales)
- Marcio Carvalho (Campeón Europeo de Geo-Región)
- Brad Nelson (Mejor ganador de puntos profesionales)
- Elias Watsfeldt (director de redacción de 2017-18)
- Brian Braun-Duin (Mejor ganador de puntos profesionales)
- Luis Salvatto (Campeón del Pro Tour Rivlas de Ixalan , Campeón de Geo-Región Norteamericana)
- Andrea Mengucci (Mejor ganadora de puntos profesionales)
- Matthew Severa (Maestro Construido 2017-18)
- Gregory Orange (campeón del 25 aniversario del Pro Tour)
- Seth Manfield ( Campeón del Pro Tour Ixalan , Campeón de Geo-Región Latinoamericana)
- Owen Turtenwald (Máximo ganador de puntos profesionales)
- Martin Juza (Mejor ganador de puntos profesionales)
- Ken Yukuhiro (Campeón de la región geográfica de Asia y el Pacífico)

#### Copa del Mundo de Magic 2018
La Copa Mundial de Magic 2018 se celebró del 14 al 16 de diciembre en Barcelona, España.

##### Clasificación final
- Francia (Jean-Emmanuel Depraz, Arnaud Hocquemiller y Timothée Jammot)
- Israel (Yuval Zuckerman, Shahar Shenhar y Amit Etgar)
- Hong Kong (Wu Kon Fai, Lee Shi Tian y Alexander Dadyko)
- Italia (Tian Fa Mun, Andrea Mengucci y Mattia Basilico)
- Japón (Ken Yukuhiro, Naoya Nanba y Moriyama Masahide)
- China (Liu Yuchen, Song Long y Xu Ming)
- Australia (Benaya Lie, David Mines y Matthew Garnham)
- Eslovaquia (Richard Hornansky, Ivan Floch y Milan Niznansky)